# Шампањер
Шампањер (фр. Champagnier) је насељено место у Француској у региону Рона-Алпи, у департману Изер.
По подацима из 2011. године у општини је живело 1286 становника, а густина насељености је износила 194,55 становника/km².

## Демографија
| 1962. | 1968. | 1975. | 1982. | 1990. | 2011. |
| ----- | ----- | ----- | ----- | ----- | ----- |
| 540   | 591   | 641   | 683   | 902   | 1.286 |